# Али-пашини извори
Али-пашини извори су извори код Гусиња у Црној Гори. Некада су се звали Вруља, затим Врела, а након тога Савини извори, по Светом Сави. Назив је промењен у Гусињски извори, а тренутно се зову Алипашини извори, по Али-паши Гусињском.